# Marcheprime

Marcheprime este o comună în departamentul Gironde din sud-vestul Franței. În 2009 avea o populație de 4.134 de locuitori.

## Evoluția populației
| An        | 1975  | 1982  | 1990  | 1999  | 2006  | 2009  |
| --------- | ----- | ----- | ----- | ----- | ----- | ----- |
| Populație | 1.256 | 1.388 | 2.420 | 3.486 | 3.811 | 4.134 |